# T'as pas changé
Pour plus de détails, voir Fiche technique et Distribution.
T'as pas changé est un film français écrit, produit et réalisé par Jérôme Commandeur et dont la sortie est prévue en 2025.

## Synopsis
Après la disparition soudaine d'un ancien camarade de lycée, quatre amis décident, 30 ans après le bac, d’organiser une grande réunion de promo. Ce retour aux sources devient rapidement une fête chargée d’émotions, où nostalgie, rancœurs et amours perdus ressurgissent. Véritable hommage aux années 90, cette comédie douce‑amère aborde avec humour et tendresse les doutes et bilans d’une génération de quasi‑quinquagénaires confrontés à leurs parcours de vie,,.

## Fiche technique
Sauf indication contraire, les informations mentionnées dans cette section peuvent être confirmées par le générique de fin de l'œuvre audiovisuelle présentée ici, ainsi que par les bases de données cinématographiques IMDb et Allociné,  présentes dans la section « Liens externes ».
- Titre original : T'as pas changé
- Réalisation : Jérôme Commandeur
- Scénario : Jérôme Commandeur et Kévin Knepper
- Musique : N/A
- Photographie : Antoine Struyf
- Montage : Léa Audouin, Antoine Yar
- Casting : Laurent Lafitte, François Damiens, Vanessa Paradis, Jérôme Commandeur, Delphine Baril
- Producteurs : Richard Grandpierre, Dimitri Rassam[4]
- Sociétés de production : Eskwad, Chapter 2, TF1FilmsProductions
- Société de distribution : Studiocanal
- Pays de production :  France
- Langue originale : français
- Format : couleur
- Genre : drame
- Durée : minutes
- Date de sortie :
  - France : 5 novembre 2025 Date sujette à modification

## Distribution
- Laurent Lafitte
- Vanessa Paradis
- François Damiens
- Jérôme Commandeur
- Delphine Baril
- Ambrine Trigo Ouaked (Rôle : Manon)